# Kerk van Westergeest
De hervormde kerk van Westergeest is een kerkgebouw in Westergeest in de Nederlandse provincie Friesland.

## Beschrijving
De romaanse eenbeukige kerk uit de 13e eeuw was oorspronkelijk gewijd aan Martinus. Het schip heeft restanten tufsteen van de voorganger. Op de muur bevindt zich een zonnewijzer uit 1873. De halfrond gesloten apsis met rondboogvensters is iets smaller. Aan de westzijde een half ingebouwde, vlakopgaande toren. In 1807 werd deze toren verlaagd en werd het zadeldak vervangen door een ingesnoerde spits. Het orgel uit 1891 is gemaakt door Bakker & Timmenga.
In 1954-'57 is de kerk naar plannen van J.J.M. Vegter gerestaureerd. De kerk is een rijksmonument.

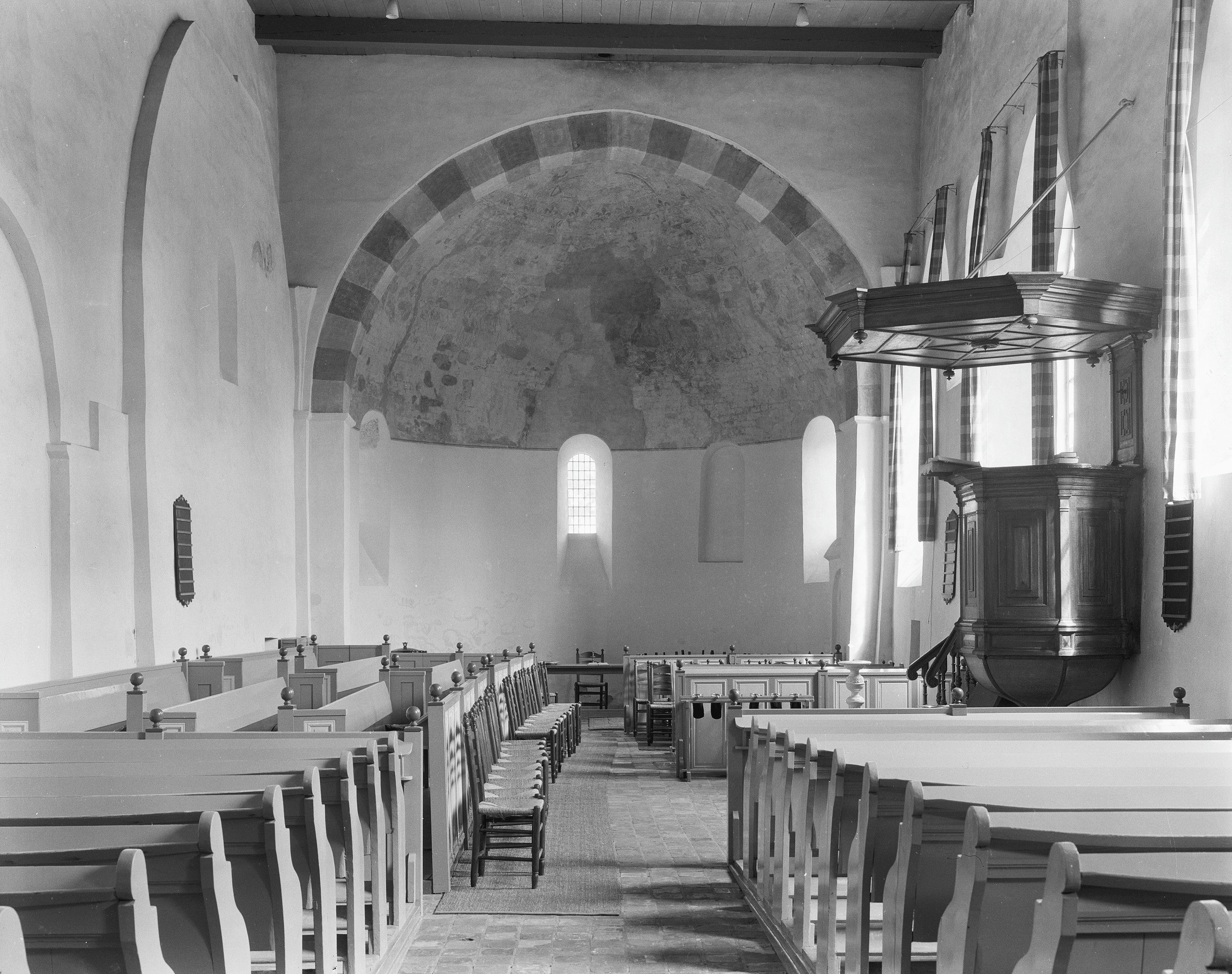
Interieur met preekstoel (1966)
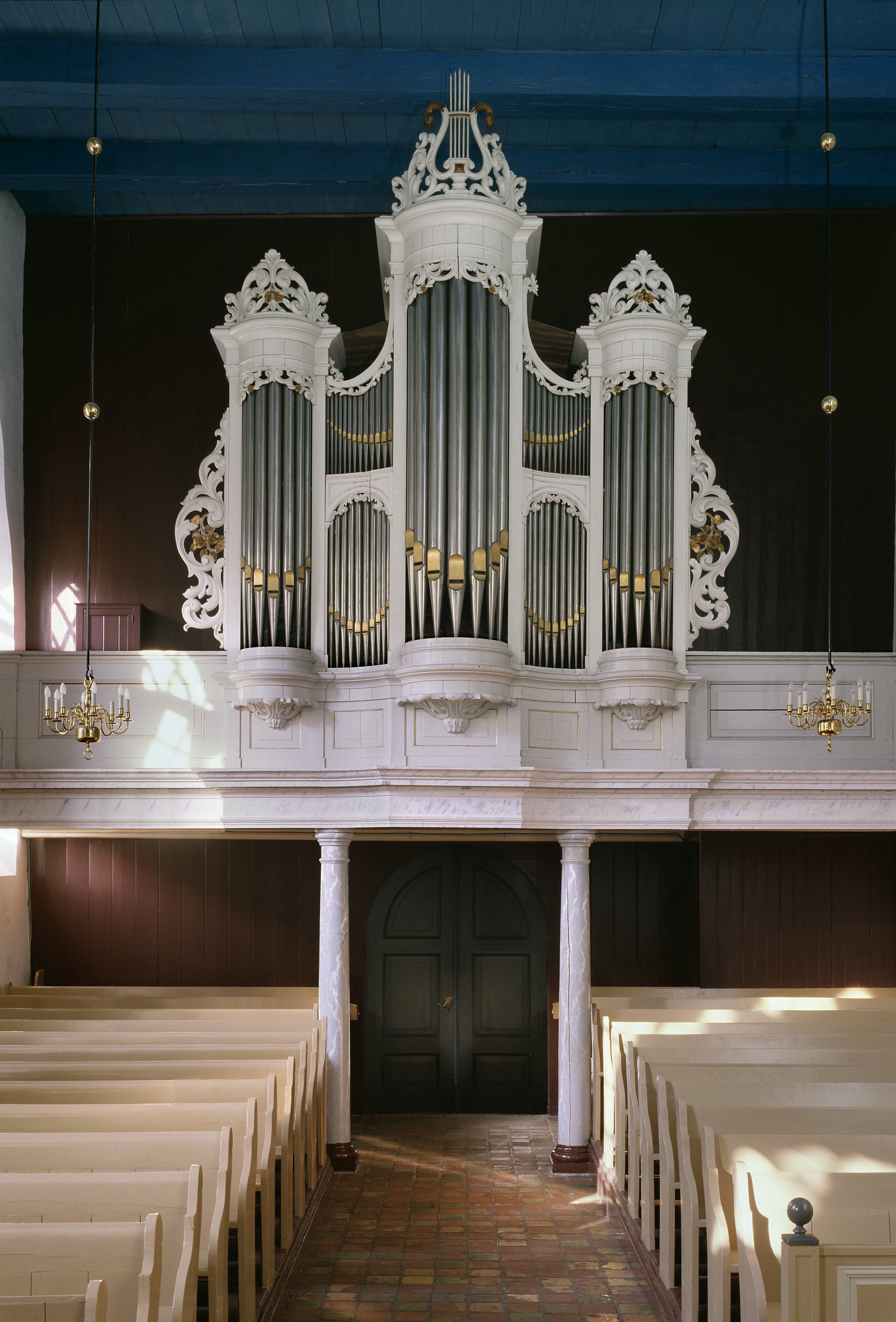
Interieur met orgel (2007)